# Rodan Ionescu
Rodan Ionescu (9 januari 1984) is een Roemeens schaatser.

## Resultaten
| jaar | WK Sprint | WK Junioren |
| ---- | --------- | ----------- |
| 2001 |           | DQ2         |
| 2002 |           | NC40        |
| 2003 |           | DQ2         |
| 2006 | 46e       |             |

DQ2 = gediskwalificeerd op de 2e afstand
NC40 = niet gekwalificeerd voor de laatste afstand, maar wel als 40e geklasseerd in de eindrangschikking

### Medaillespiegel
| kampioenschap | goud | zilver | brons |
| ------------- | ---- | ------ | ----- |
| WK Sprint     | 0    | 0      | 0     |
| WK Junioren   | 0    | 0      | 0     |